# Emily Apel
Emily Apel (Weimar, 26 de septiembre de 2002) es una deportista alemana que compite en piragüismo en la modalidad de eslalon. Su hermana Elena compite en el mismo deporte.
En los Juegos Europeos de Cracovia 2023 consiguió una medalla de bronce en la prueba de K1 por equipos.

## Palmarés internacional
| Juegos Europeos | Juegos Europeos    | Juegos Europeos   | Juegos Europeos |
| Año             | Lugar              | Medalla           | Competición     |
| --------------- | ------------------ | ----------------- | --------------- |
| 2023            | Cracovia (Polonia) | Medalla de bronce | K1 por equipos  |